# Lonchura quinticolor
Il cappuccino cinque colori (Lonchura quinticolor Vieillot, 1807) è un uccello passeriforme appartenente alla famiglia degli estrildidi.

## Distribuzione edhabitat
Questa specie è diffusa nelle piccole Isole della Sonda meridionali (Lombok, Sumba, Sumbawa, Flores, Timor, Alor), oltre che sulle isole Babar e Sermata.
L'habitat d'elezione del cappuccino cinque colori è rappresentato dalle aree erbose con presenza di macchie alberate più o meno estese e dalle risaie, fino a un'altezza di 1200 m circa.

## Descrizione

### Dimensioni
Misura 11,5-12,5 cm di lunghezza, coda compresa.

### Aspetto
Si tratta di un uccelletto robusto e dal caratteristico grosso becco, tozzo e di forma conica.

La colorazione è bianca su petto e ventre, bruna su dorso, ali e coda, di un caldo color nocciola sul codione e nera su testa e sottocoda, con presenza di una decisa sfumatura bruno-violacea sulla faccia e di sfumature grigiastre su vertice e nuca, mentre la bavetta golare è di un nero cupo: da questi cinque colori derivano sia il nome scientifico che quello comuna della specie. Gli occhi sono di colore bruno scuro, le zampe sono carnicino-grigiastre, il becco è grigio-bluastro.

## Biologia
Si tratta di uccelli dalle abitudini diurne, che si muovono in coppie od in piccoli gruppi familiari, passando la maggior parte della giornata fra l'erba od al suolo alla ricerca di cibo, mentre durante la notte essi cercano rifugio fra gli alberi.

### Alimentazione
Il cappuccino quinticolore ha dieta essenzialmente granivora, prediligendo semi ancora immaturi o appena germogliati di graminacee e riso, raccolti spesso direttamente dalla pianta: questi uccelli integrano inoltre la propria dieta con bacche, germogli, frutti e piccoli insetti volanti.

### Riproduzione
Il periodo riproduttivo coincide generalmente con la fine della stagione delle piogge: ambo i partner collaborano nella costruzione del nido, che è una struttura sferica costituita da materiale fibroso di origine vegetale, ubicata nel folto della vegetazione o in un canneto. All'interno di esso la femmina depone 5-6 uova, che vengono covate alternatamente da entrambi i partner per 14-16 giorni: anche i pulli, ciechi ed implumi alla nascita, vengono accuditi da entrambi i genitori, e sono in grado d'involarsi già attorno alle 2-3 settimane dalla schiusa, sebbene sia difficile che essi abbandonino il nido prima del mese di vita. La muta comincia attorno ai due mesi di vita, e si protrae fino al quarto mese, al termine del quale la livrea giovanile (simile a quella adulta ma meno brillante e con assenza di nero) viene persa a favore di quella adulta.